# Kate Linder
Kate Linder (ur. 2 listopada 1947) – amerykańska aktorka filmowa i telewizyjna.

## Wyróżnienia
Posiada gwiazdę na Hollywoodzkiej Alei Gwiazd.